# Мезга (деревня)
Мезга — деревня в Устюженском районе Вологодской области.
Входит в состав Мезженского сельского поселения, с точки зрения административно-территориального деления — в Мезженский сельсовет.
Расположена на берегах реки Мезга. Расстояние по автодороге до районного центра Устюжны — 28 км, до центра муниципального образования деревни Долоцкое — 12 км. Ближайшие населённые пункты — Логиново, Рожнёво, Шаркино.
Население по данным переписи 2002 года — 50 человек (24 мужчины, 26 женщин). Преобладающая национальность — русские (98 %).